# Pete Alexander
Grover Cleveland „Pete“ Alexander (* 26. Februar 1887 in Elba, Nebraska; † 4. November 1950 in St. Paul, Nebraska) war ein US-amerikanischer Baseballspieler in der Major League Baseball (MLB) auf der Position des Pitchers. Sein Spitzname war Old Pete.

## Leben
Alexander begann seine Karriere in halb-professionellen Baseballligen 1907. Dort hatte er einige Höhen und Tiefen und stabilisierte sich erst in der Saison 1910. 1911 wurde er von den Philadelphia Phillies für 750 US-Dollar verpflichtet. Der rechtshändige Werfer gab sein Debüt in der National League am 15. April 1911. In seiner ersten Saison gelangen dem Rookie 28 Siege, ein noch heute bestehender Rekord für Rookies in den Major Leagues, 31 komplette Spiele, 367 geworfene Innings und 7 Shutouts. Einer dieser Shutouts war ein 1:0 gegen Cy Young in dessen letzter Saison. Bis 1917 gewann er in Philadelphia 190 Spiele, ein Drittel der Siege seines Teams in dieser Zeit, und hatte von 1915 bis 1917 drei Spielzeiten mit jeweils mindestens 30 Siegen. In diesen drei Jahren konnte er sich auch die Triple Crown im Pitching sichern, d. h., er führte die Liga in den drei wichtigsten Statistiken an (ERA, Wins und Strikeouts). Er ist der einzige Spieler der MLB, dem dies drei Jahre in Folge gelang. 1915 konnte er mit den Phillies den Titelgewinn in der National League feiern, in der World Series unterlagen sie aber den Boston Red Sox.

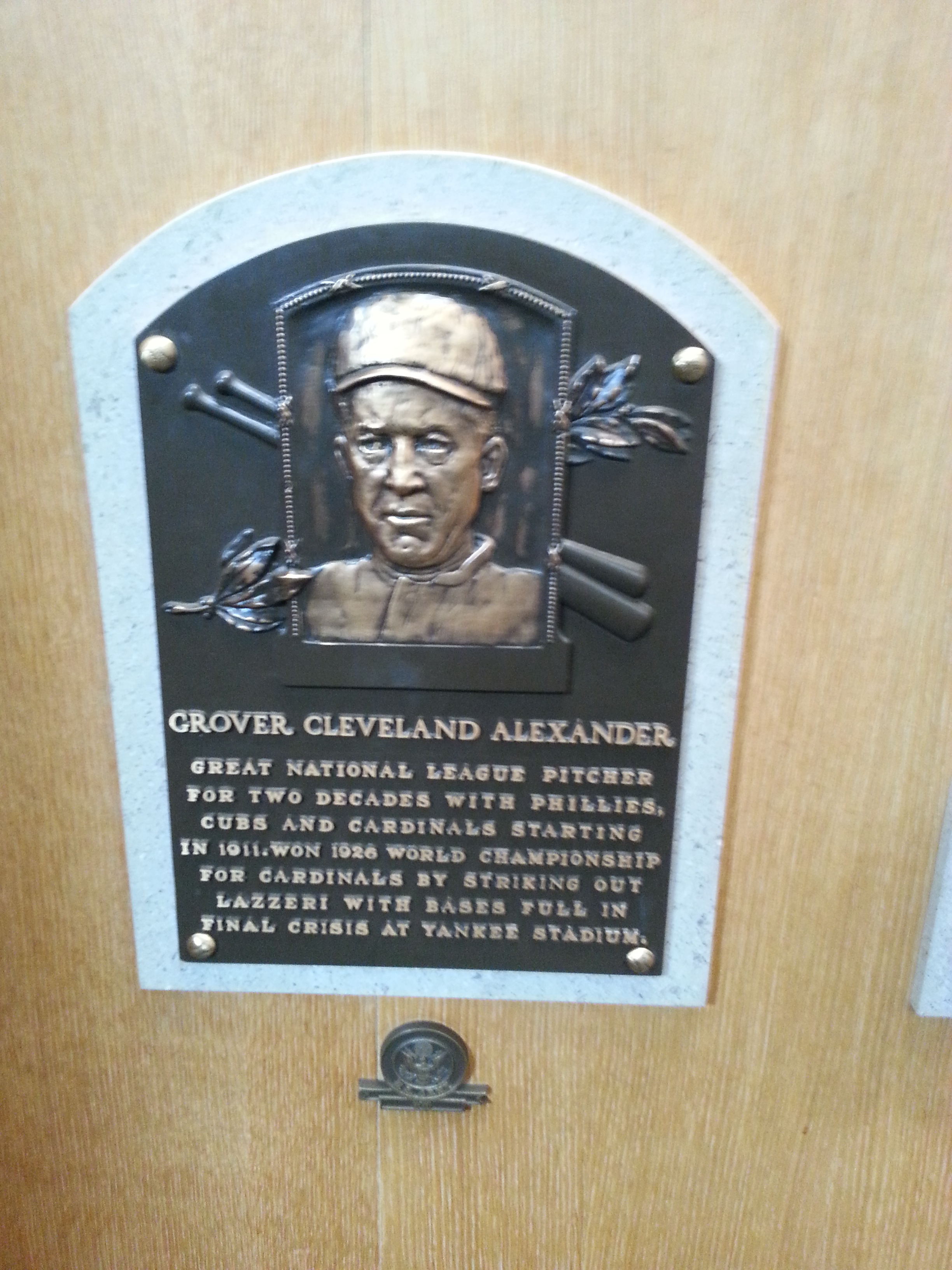
Pete Alexanders Plakette in der Hall of Fame

1918 verkauften die Phillies ihn an die Chicago Cubs. Einen großen Teil der Saison 1918 verbrachte er im Ersten Weltkrieg in Frankreich als Artillerieoffizier. Er zog sich im Krieg einige Verletzungen zu. Alexander war schon immer anfällig für Alkoholeskapaden gewesen, die sich nach den Kriegsereignissen noch verstärkten. Für die Cubs zeigte er auch gute Leistungen, so konnte er 1920 eine weitere Triple Crown gewinnen, die aber nicht an seine Glanzzeiten in Philadelphia heranreichten.
Als die Cubs genug von seinen Alkoholproblemen hatten, verkauften sie ihn während der Saison 1926 an die St. Louis Cardinals. Die Cardinals gewannen die National League in dieser Saison und spielten in der World Series gegen die New York Yankees. Alexander konnte die Spiele 2 und 6 der Serie für die Cardinals gewinnen, so dass die Entscheidung im siebten Spiel fallen musste. Die Cardinals führten im siebten Inning mit 3:2, die Yankees hatten die Bases mit zwei Spieler aus geladen und Tony Lazzeri kam an den Schlag. Pete Alexander wurde als Einwechselwerfer eingesetzt und konnte Lazzeri in vier Würfen ausmachen. Zwei weitere Innings ohne Punkte für die Yankees von Alexander sicherten den Cardinals dann den Sieg und den Triumph in der World Series. 1927 gelang ihm im Alter von 40 Jahren nochmals eine Saison mit 20 Siegen und dem Titelgewinn in der National League, aber in den World Series behielten die Yankees die Oberhand. 1930 kehrte er noch einmal zu den Phillies zurück, konnte aber aufgrund seines Alters und seines unsoliden Lebenswandels nicht mehr die gewohnten Leistungen erbringen. Am 28. Mai 1930 bestritt er sein letztes Spiel in der National League. Danach spielte er noch bei wandernden Baseballteams. Mit 373 Siegen und 90 Shutouts hält Pete Alexander noch heute bestehende Rekorde in der NL.
1938 wurde er in die Baseball Hall of Fame aufgenommen. Er starb 1950 im Alter von 63 Jahren. 1999 wurde er von The Sporting News auf den 12. Platz der 100 besten Baseballspieler aller Zeiten gesetzt.

## Rezeption
1952 erschien The Winning Team von Regisseur Lewis Seiler, eine teilweise fiktionalisierte Filmbiografie über Alexanders Leben. Ronald Reagan verkörperte den alkoholkranken Spieler mit dem Comeback, während Doris Day seine Frau spielte.